# Свети Атанасий (Цапари)
Вижте пояснителната страница за други значения на Свети Атанасий.
„Свети Атанасий“ (на македонска литературна норма: „Свети Атанасиј“) е възрожденска православна църква в битолското село Цапари, Северна Македония, част от Преспанско-Пелагонийската епархия на Македонската православна църква – Охридска архиепископия.
Църквата е разположена на пътя от Цапари към манастира „Света Петка“. Изградена е в края на XIX век. В архитектурно отношение е малка еднокорабна каменна църква.